# GO!GO!KAN-POP
『GO!GO!KAN-POP はばたけ 関西ポップス』（ゴー・ゴー・カン・ポップはばたけ かんさいポップス）は、NHK大阪放送局が2007年度に関西向けに放送した音楽番組である。

## 概要
関西出身若しくは関西在住の"KAN-POP"なミュージシャンやロック歌手の最新情報やインタビュー、関西の高校生たちによる、学校で流行っているJ-POPランキングなど、「関西」にこだわった内容で送った地域密着型の音楽番組。
元々は「もっともっと関西」の1コーナーとして放送されていた。
MCのU.K.は、2008年度、この枠で放送される『あほやねん!すきやねん!』に出演。この番組の内容はそこへ引き継がれる。
新聞のテレビ欄には「関西POP」と表記された。

## 放送日時
放送期間
- 2007年4月6日 - 2008年3月7日
大相撲と高校野球期間中は放送休止（高校野球があるときは、予定より早く終了した場合でもフィラー番組として別の番組に差し替えるため）。

放送時間
- 本放送：毎週金曜日 17:40 - 17:55
- 再放送：毎週火曜日 2:20 - 2:35（月曜日深夜、原則）

## 出演者
- U.K.

| NHK総合テレビ （NHK関西ネットワーク） 金曜17:40 - 17:55（夕方ワイド番組） | NHK総合テレビ （NHK関西ネットワーク） 金曜17:40 - 17:55（夕方ワイド番組） | NHK総合テレビ （NHK関西ネットワーク） 金曜17:40 - 17:55（夕方ワイド番組）                |
| 前番組                                                                    | 番組名                                                                    | 次番組                                                                                   |
| ------------------------------------------------------------------------- | ------------------------------------------------------------------------- | ---------------------------------------------------------------------------------------- |
| 17:10 - 18:00 もっともっと関西 （月 - 木ベルトに移行）                    | GO!GO!KAN-POP                                                             | 16:50 - 18:00 あほやねん!すきやねん! （月 - 金ベルトに戻る） 「KAN-POP HYPER」として内包 |